# Оденваль, Фредрик Август
Фредрик Август Оденваль (также встречается вариант написания Оденвалл) (швед. Fredrik August Odenwall; 9 ноября 1843, Або — 12 августа 1890, Пиетарсаари, Вазаская губерния) — финский архитектор шведского происхождения, представитель эклектического направления.

## Биография
В 1861 году окончил в городе Ваза лицей, директором которого был его отец. Архитектурное образование, как полагают, получил в Германии.
В качестве домашнего преподавателя для детей в семье Теслевых обосновался в Выборге (впоследствии Фредрик Теслев также стал архитектором).
С 1868 по 1884 год, занимая должность городского архитектора Выборга, выполнил 175 проектов зданий, главным образом, деревянных (в том числе гостиницы, жилые дома, магазины, рестораны, государственные учреждения). Автор генерального плана Выборга 1878 года. Был одним из руководителей перепланировки города после разборки старых крепостных сооружений. Немногие сохранившиеся здания Оденваля поставлены на учёт в госреестре объектов объектов культурного наследия.
Был активным участником общественной деятельности Выборга, входил в состав городской добровольной пожарной дружины. В браке не состоял.
На посту городского архитектора его сменил Б. Бломквист.

## Постройки

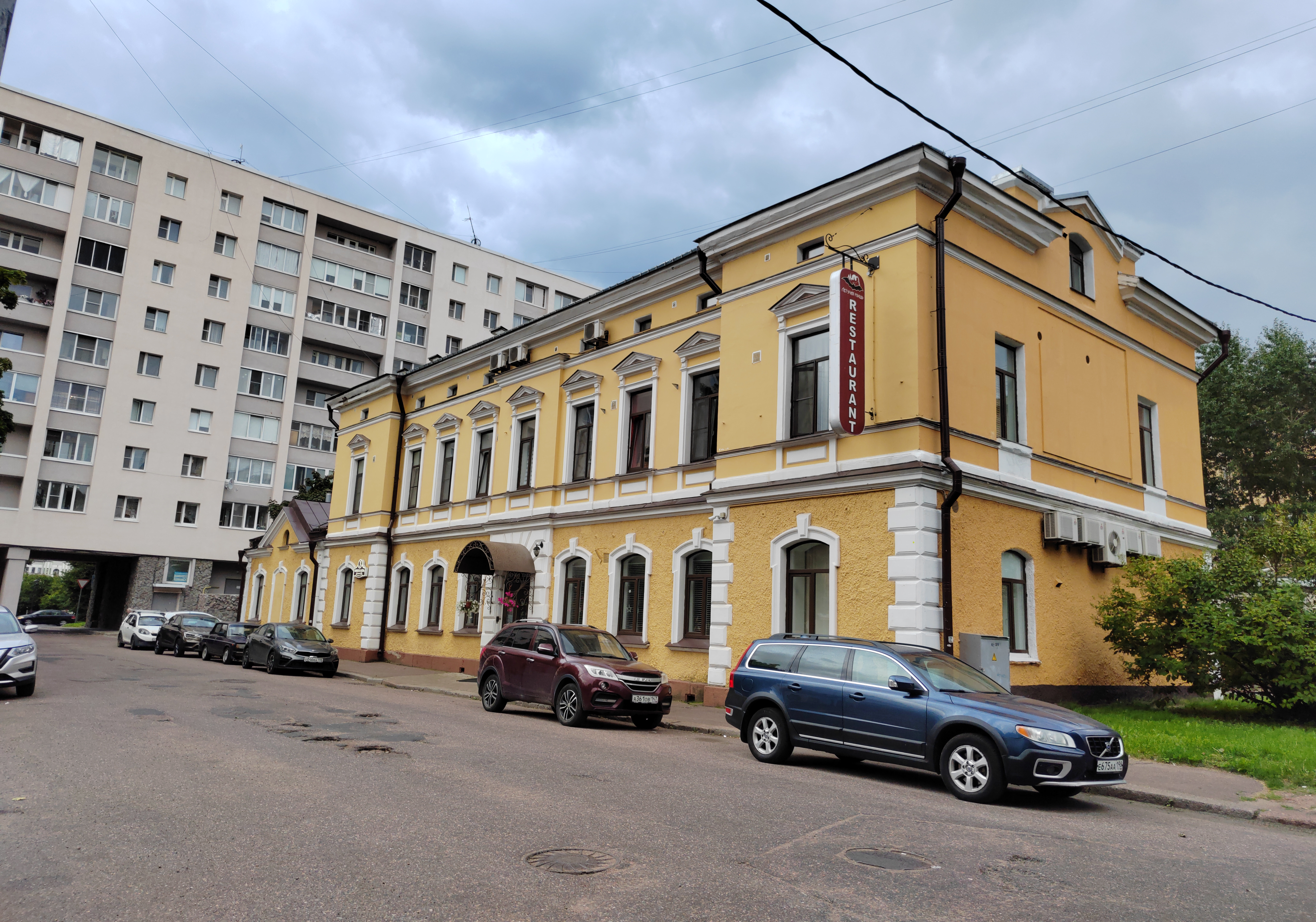
Бывший дом инженера Е. Ф. Галлена
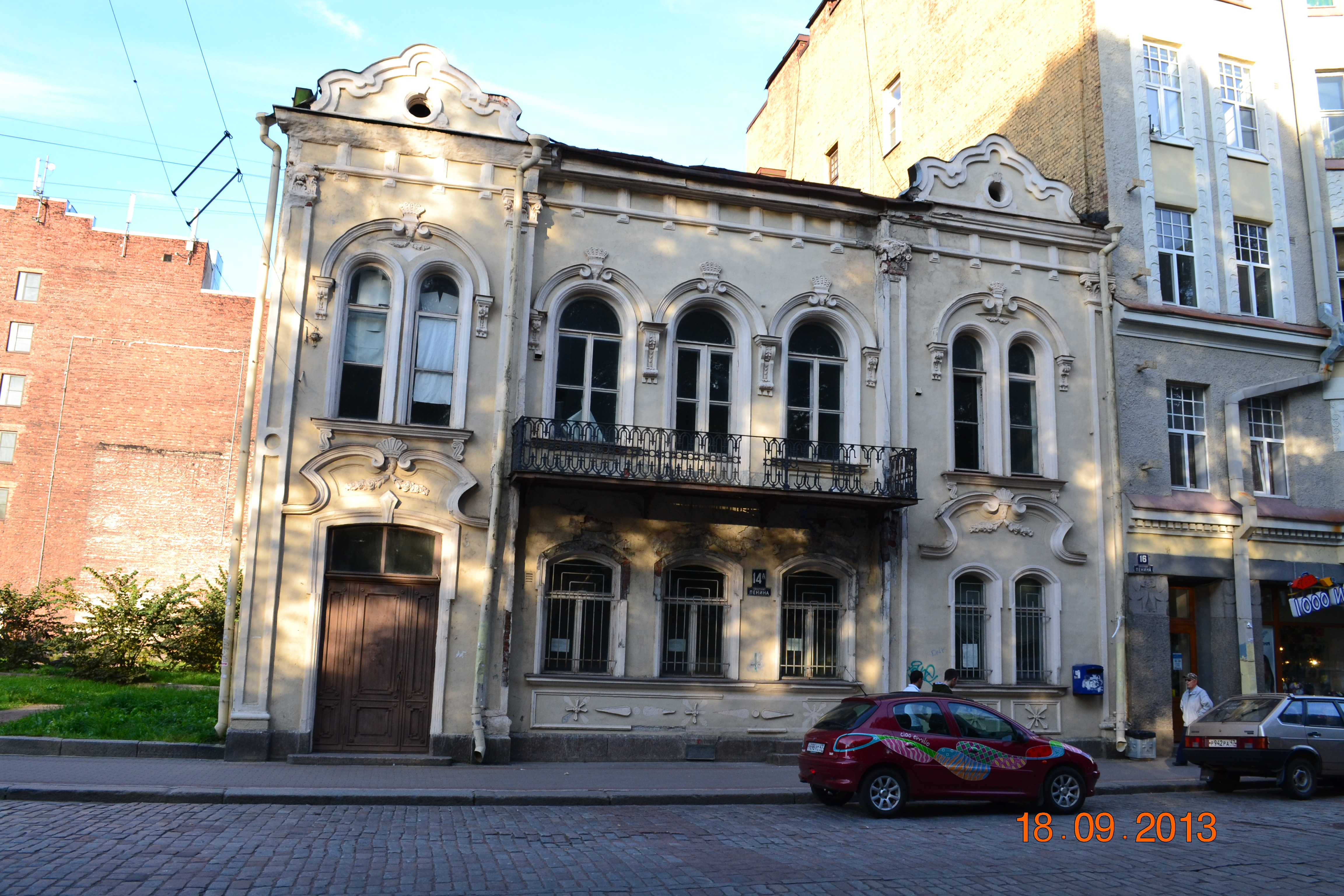
«Дворец рококо»
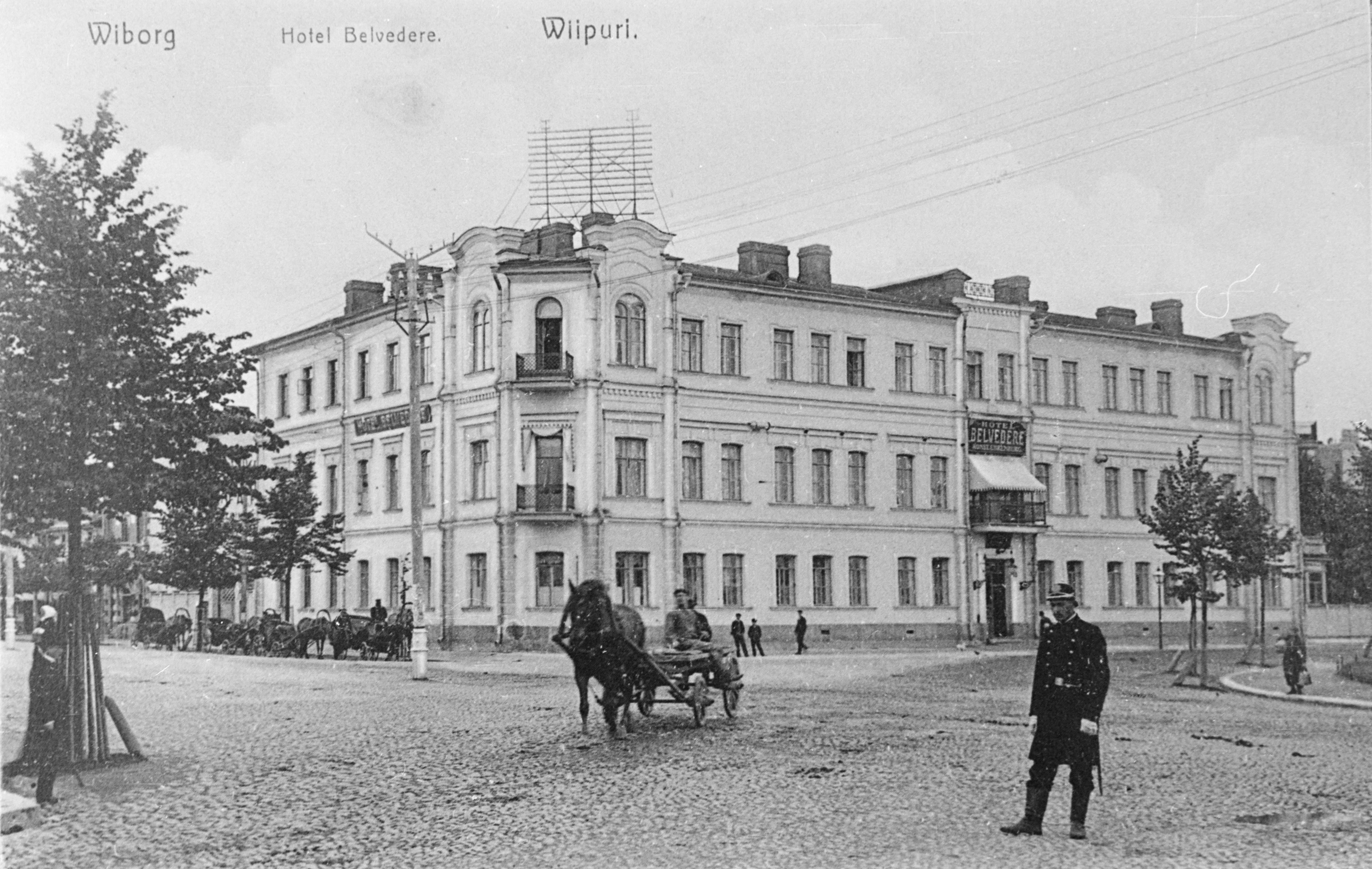
Гостиница «Бельведер» в начале 20 века
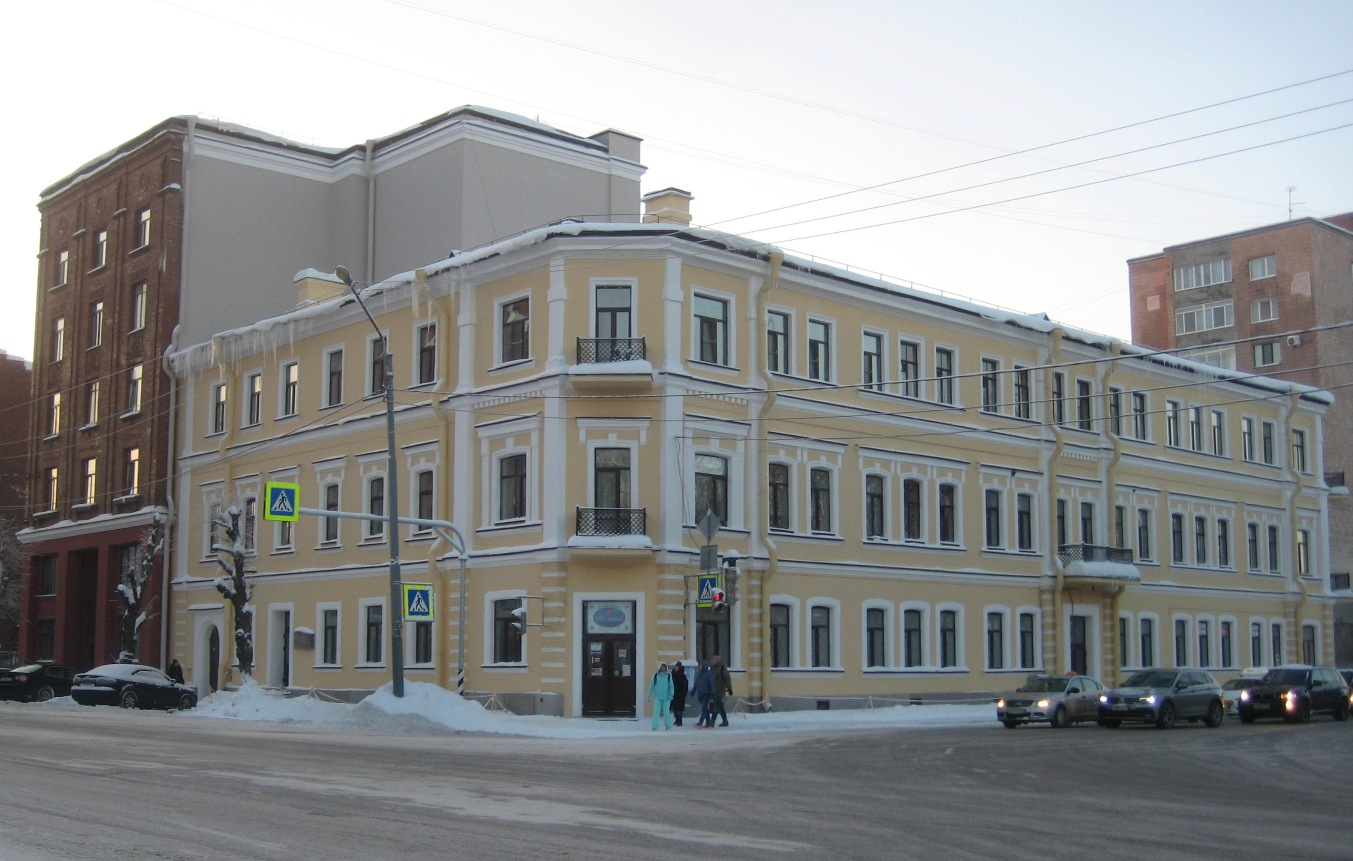
Бывшая гостиница «Бельведер»

- Бывший дом инженера Е. Ф. Галлена (1874 год, пер. Николаева, д. 3), ныне — гостиница и ресторан «Летучая мышь».
- Бывшая гостиница «Бельведер», (1879 год, Набережная 40-летия ВЛКСМ). В здании было подписано «Выборгское воззвание». Пострадавшее во время Советско-финской войны (1941—1944) здание было восстановлено с отступлениями от первоначального проекта и приспособлено под жилой дом.
- Бывший дом купца Ф. Сергеева («Дворец рококо», 1883 год, пр. Ленина, д. 14). Единственное в Выборге здание в стиле неорококо.
- Комплекс городской усадьбы Эрикссона, Выборг, Крепостная улица, 42, 42А. Построен в 1862—1882 годах[2].